# ハミルトン・リカルド
ハミルトン・リカルド・クエスタ（Hamilton Ricard Cuesta, 1974年1月12日 - ）は、コロンビア・チョコ県・キブド出身の同国代表のサッカー選手。

## クラブ経歴
1998年に移籍金200万ポンドでブライアン・ロブソン率いるミドルズブラFCに加入した。在籍4年間でスタメン92試合（途中出場23試合）33得点を決め、そのうち2度チーム内得点王になり、1999年にはチームの最優秀選手に選ばれた。しかし、監督がスティーブ・マクラーレンに交代すると、余剰戦力とみられPFC CSKAソフィアにフリーで放出された。
イングランドプレミアリーグで通算33得点の実績を引っさげ、2003年に湘南ベルマーレに加入。J1復帰へのエースとして期待されたが、12試合2得点と全くの期待外れに終わった。湘南時代に挙げたゴールは、いずれも2003年4月9日の対サガン鳥栖戦にて記録したものだが、相手選手（ジーコの長男ジュニオール）の緩慢なバックパスを奪ってそのまま決めたものだった。
2004年のグアヤキルをホームとするCSエメレクでプレーしている時に、審判を攻撃し、さらに観客に対し不謹慎なジェスチャーをしたことにより12ヶ月の出場禁止を言い渡されたが、控訴したことにより期間は短縮された。以降は、キャリアを再び輝かせるために欧州へと移籍しようと考え、キプロスのAPOELニコシアへ加入。2005-06シーズンに、CDヌマンシアと1年契約を結び16試合2得点を記録した。
2007年1月24日、リカルドは2002年に起こした車の事故に関して、コロンビアの裁判所に懲役3年を言い渡された。弁護士は控訴の可能性があるとし、まだ刑は執行されていない。
その後、ウルグアイのダヌービオFCでは11得点を挙げ、2006-07シーズンのリーグ優勝に貢献した。2007年6月、中国サッカー・スーパーリーグの上海申花聨盛足球倶楽部と契約を結んだ。上海申花では、A3チャンピオンズカップ2007で3試合2得点というパフォーマンスを見せ、中国のクラブとして初のA3チャンピオンズカップ優勝に貢献した。一方リーグ戦では、6月21日の出場2試合目の天津泰達足球倶楽部戦、2-2で引き分けている中で決勝ゴールを決めた。翌2008年は、34歳という年齢ながら29試合に出場しチームトップの得点を挙げるも、シーズン終了後に35歳に達するという高齢のため放出された。

## 代表経歴
1995年2月4日、0-0と引き分けたオーストラリア代表戦でコロンビア代表デビューをする。コパ・アメリカ1997では、準々決勝で敗退するまでの全4試合に出場し、1-2で敗北したメキシコ代表戦で1得点を決めた。翌年の1998 FIFAワールドカップにメンバー入りをした。イングランド代表戦に後半から出場したが、チームは0-2で敗戦したことによりグループリーグ敗退が決まった。さらに翌年のコパ・アメリカ1999に出場するも再び準々決勝で敗退。リカルドはそれまでの全4試合に出場し、2-1で勝利したエクアドル代表戦で1得点を決めた。
2000年4月26日、ラパスで行われた2002 FIFAワールドカップ・南米予選、1-1で引き分けたボリビア代表との試合が代表最後の試合となった。

## 個人成績
| 国内大会個人成績 | 国内大会個人成績 | 国内大会個人成績 | 国内大会個人成績 | 国内大会個人成績 | 国内大会個人成績 | 国内大会個人成績 | 国内大会個人成績 | 国内大会個人成績 | 国内大会個人成績 | 国内大会個人成績 | 国内大会個人成績 |
| 年度             | クラブ           | 背番号           | リーグ           | リーグ戦         | リーグ戦         | リーグ杯         | リーグ杯         | オープン杯       | オープン杯       | 期間通算         | 期間通算         |
| 年度             | クラブ           | 背番号           | リーグ           | 出場             | 得点             | 出場             | 得点             | 出場             | 得点             | 出場             | 得点             |
| 日本             | 日本             | 日本             | 日本             | リーグ戦         | リーグ戦         | リーグ杯         | リーグ杯         | 天皇杯           | 天皇杯           | 期間通算         | 期間通算         |
| ---------------- | ---------------- | ---------------- | ---------------- | ---------------- | ---------------- | ---------------- | ---------------- | ---------------- | ---------------- | ---------------- | ---------------- |
| 2003             | 湘南             | 28               | J2               | 12               | 2                | -                | -                |                  |                  |                  |                  |
| 通算             | 日本             | 日本             | J2               | 12               | 2                | -                | -                |                  |                  |                  |                  |
| 総通算           | 総通算           | 総通算           | 総通算           | 12               | 2                | 0                | 0                |                  |                  |                  |                  |

## 代表歴

### 出場大会
- コロンビア代表
  - 1998 FIFAワールドカップ

### 試合数
- 国際Aマッチ 27試合 5得点（1995年-2000年）[5]

| コロンビア代表 | 国際Aマッチ | 国際Aマッチ |
| 年             | 出場        | 得点        |
| -------------- | ----------- | ----------- |
| 1995           | 3           | 1           |
| 1996           | 1           | 0           |
| 1997           | 13          | 3           |
| 1998           | 2           | 0           |
| 1999           | 6           | 1           |
| 2000           | 2           | 0           |
| 通算           | 27          | 5           |

## 個人タイトル
- コロンビアリーグ得点王 : 1996-97